# Fukai Kazuki
Fukai Kazuki (深井 一希 Fukai Kazuki) là một cầu thủ bóng đá người Nhật Bản. Hiện tại anh thi đấu cho Hokkaido Consadole Sapporo ở J1 League.

## Sự nghiệp đội tuyển quốc gia
Tháng 6 năm 2011, Fukai được chọn vào đội tuyển U-17 quốc gia Nhật Bản tham dự Giải vô địch bóng đá U-17 thế giới và anh thi đấu 4 trận.

## Thống kê câu lạc bộ
Cập nhật đến ngày 18 tháng 2 năm 2019.
| Thành tích câu lạc bộ | Thành tích câu lạc bộ      | Thành tích câu lạc bộ | Giải vô địch | Giải vô địch | Cúp                   | Cúp                   | Cúp Liên đoàn | Cúp Liên đoàn | Tổng cộng | Tổng cộng |
| Mùa giải              | Câu lạc bộ                 | Giải vô địch          | Số trận      | Bàn thắng    | Số trận               | Bàn thắng             | Số trận       | Bàn thắng     | Số trận   | Bàn thắng |
| Nhật Bản              | Nhật Bản                   | Nhật Bản              | Giải vô địch | Giải vô địch | Cúp Hoàng đế Nhật Bản | Cúp Hoàng đế Nhật Bản | J. League Cup | J. League Cup | Tổng cộng | Tổng cộng |
| --------------------- | -------------------------- | --------------------- | ------------ | ------------ | --------------------- | --------------------- | ------------- | ------------- | --------- | --------- |
| 2013                  | Hokkaido Consadole Sapporo | J2 League             | 19           | 0            | 0                     | 0                     | –             | –             | 19        | 0         |
| 2014                  | Hokkaido Consadole Sapporo | J2 League             | 3            | 0            | 1                     | 0                     | –             | –             | 4         | 0         |
| 2015                  | Hokkaido Consadole Sapporo | J2 League             | 15           | 0            | 1                     | 0                     | –             | –             | 16        | 0         |
| 2016                  | Hokkaido Consadole Sapporo | J2 League             | 25           | 0            | 0                     | 0                     | –             | –             | 25        | 0         |
| 2017                  | Hokkaido Consadole Sapporo | J1 League             | 5            | 0            | 0                     | 0                     | 0             | 0             | 5         | 0         |
| 2018                  | Hokkaido Consadole Sapporo | J1 League             | 28           | 2            | 0                     | 0                     | 0             | 0             | 28        | 2         |
| Tổng                  | Tổng                       | Tổng                  | 95           | 2            | 2                     | 0                     | 0             | 0             | 97        | 2         |